# (5592) Oshima
(5592) Oshima – planetoida z pasa głównego asteroid okrążająca Słońce w ciągu 5 lat i 238 dni w średniej odległości 3,17 j.a. Została odkryta 14 listopada 1990 roku w Toyota przez Kenzō Suzuki i Takeshiego Uratę. Nazwa planetoidy pochodzi od Yoshiaki Oshimy, japońskiego astronoma odkrywcy wielu asteroid. Przed nadaniem nazwy planetoida nosiła oznaczenie tymczasowe (5592) 1990 VB4.